# (74185) 1998 RV39
(74185) 1998 RV39 – planetoida z pasa głównego asteroid okrążająca Słońce w ciągu 4,08 lat w średniej odległości 2,55 j.a. Odkryta 14 września 1998 roku.